# Michael McCollum
Michael Allen McCollum (* 1946 in Phoenix, Arizona) ist ein US-amerikanischer Science-Fiction-Autor und Luftfahrtingenieur.

## Leben
Michael Allen McCollum wurde 1946 in Phoenix, Arizona geboren. Er besuchte die Arizona State University, die er mit Abschlüssen in Luftfahrt- und Nukleartechnik verließ. McCollum ist bei Honeywell in Tempe, Arizona, als leitender Ingenieur der Ventilfertigung angestellt. Er arbeitete während seiner Laufbahn unter anderem am Vorläufer des Space Shuttle-Triebwerk, an einem Ersatz für das defekte Ventil des Atomreaktors Three Mile Island, an verschiedenen Lenkraketen, der Internationalen Raumstation, sowie an vielen unterschiedlichen Flugzeugtypen.
Neben seiner Tätigkeit als Ingenieur schreibt McCollum seit 1974 Science-Fiction-Romane. Er veröffentlichte ein Dutzend Kurzgeschichten sowie mehrere Romane, die zum Teil in Zyklen aufeinander aufbauen. Seine Romane zeichnen sich durch eine ungewöhnliche Realitätsnähe aus: McCollum verzichtet weitgehend auf Konzepte wie Beamen oder künstliche Gravitation und hält sich stattdessen an physikalische Grundlagen, lässt seine Raumschiffe Transfer-Orbits benutzen und beachtet auch die Verzögerung bei der lichtschnellen Kommunikation.
Michael McCollum ist verheiratet und hat drei erwachsene Kinder.

## Werk

### Lebenssonden (Makers)
- Vol. 1: Life PROBE, auch: Life Probe, 1983

Band 1: Die Lebenssonde, Heyne, 1995, ISBN 3-453-09442-5
Sonde, enthalten im Sammelband Lebenssonden
- Vol. 2: Procyon's Promise, 1985

Planetensystem Procyon, enthalten im Sammelband Lebenssonden
- Band 1–2: Lebenssonden, Heyne, 2006, ISBN 3-453-52205-2 (Sammelband)

(Originalzusammenstellung des Heyne-Verlags)

### Der Antares-Krieg
- Vol. 1: Antares Dawn, 1986

Band 1: Antares erlischt, Heyne, 1996, ISBN 3-453-09443-3
Antares: Dämmerung, enthalten im Sammelband Der Antares-Krieg
- Vol. 2: Antares Passage, 1987

Band 2: Antares-Passage, Heyne, 1998, ISBN 3-453-13312-9
Antares: Passage, enthalten im Sammelband Der Antares-Krieg
- Vol. 3: Antares Victory, 2002

Antares: Sieg, enthalten im Sammelband Der Antares-Krieg
- Band 1–3: Der Antares-Krieg, Heyne, 2004, ISBN 3-453-87910-4 (Sammelband)
- Band 1–3: Der Antares-Krieg, Heyne, 2007, ISBN 3-453-52222-2 (Sammelband)

(Originalzusammenstellung des Heyne-Verlags)

### Gibraltar Stars
- Vol. 1: Gibraltar Earth, 1999

Band 1: Sternenfeuer, Heyne, 2008, ISBN 978-3-453-52320-3
- Vol. 2: Gibraltar Sun, 2006

Band 2: Sternenstürme, Heyne, 2008, ISBN 978-3-453-52321-0
- Vol. 3: Gibraltar Stars, 2009

(Noch keine deutsche Veröffentlichung)

### Einzelromane
- A Greater Infinity, 1982

Größere Unendlichkeit, Atlantis, 2005, ISBN 3-936742-59-6
- Thunder Strike!, auch: Thunderstrike!, 1989

Treffer, Heyne, 1991, ISBN 3-453-05000-2
Sternenfall, Heyne, 2009, ISBN 3-453-52555-8
- The Clouds of Saturn, 1991

Die Wolken des Saturn, Heyne, 1995, ISBN 3-453-09444-1
- The Sails of Tau Ceti, 1992

Die Segel von Tau-Ceti, Heyne, 2008, ISBN 3-453-52501-9

### Sammlungen
- Gridlock and Other Stories, 1998

enthält:
- „Beer Run“, 1979
- „Duty, Honor, Planet“, 1979
- „Gift“, 1980
- „Life Probe“, 1983
- „Scoop“, 1979
- „Who Will Guard the Guardians?“, mit Catherine McCollum, 1982
- „The Shroud“, 1981 („Das Leichentuch“)
- „Man of the Renaissance“, 1988
- „Gridlock“, 1989
- „Dream World“, 1993
- „Lysenko's Legacy“, 1998
- „Gibraltar Stars (Chapter 1)“, 1998

### Sonstige Kurzgeschichten
- „A Greater Infinity“, 1980 („Eine größere Unendlichkeit“)

Eine größere Unendlichkeit, erschienen in der Anthologie Analog 4, Moewig, 1982, ISBN 3-8118-3583-1
- „Which Way to the Ends of Time?“, 1981 („Wo geht's bitte zum Ende der Zeit?“)

Wo geht’s bitte zum Ende der Zeit?, erschienen in der Anthologie Analog 5, Moewig, 1982, ISBN 3-8118-3595-5
- The Void, 1995